# Erythronychia velutina
Erythronychia velutina är en tvåvingeart som beskrevs av Malloch 1932. Erythronychia velutina ingår i släktet Erythronychia och familjen parasitflugor. Inga underarter finns listade i Catalogue of Life.